# C/2011 Q4 SWAN
C/2011 Q4 (SWAN) è, nonostante la sigla che porta, una cometa periodica, riceverà la sigla definitiva quando passerà nuovamente al perielio.
La cometa è stata scoperta inizialmente, da due astrofili, l'ucraino Vladimir Bezugly e lo statunitense Robert Matson, su immagini riprese dallo strumento SWAN della sonda SOHO il 23 agosto ed il 25 agosto 2011, poiché lo SWAN ha una risoluzione inutilizzabile per misure astrometriche è stato necessario attendere osservazioni e relative misure di posizioni tramite telescopi da terra, effettuate il 4 settembre da parte dell'astronomo Robert H. McNaught e dell'astrofilo Michael Mattiazzo, entrambi australiani, per poter dare ufficialmente l'annuncio della scoperta.